# Vélo Magazine

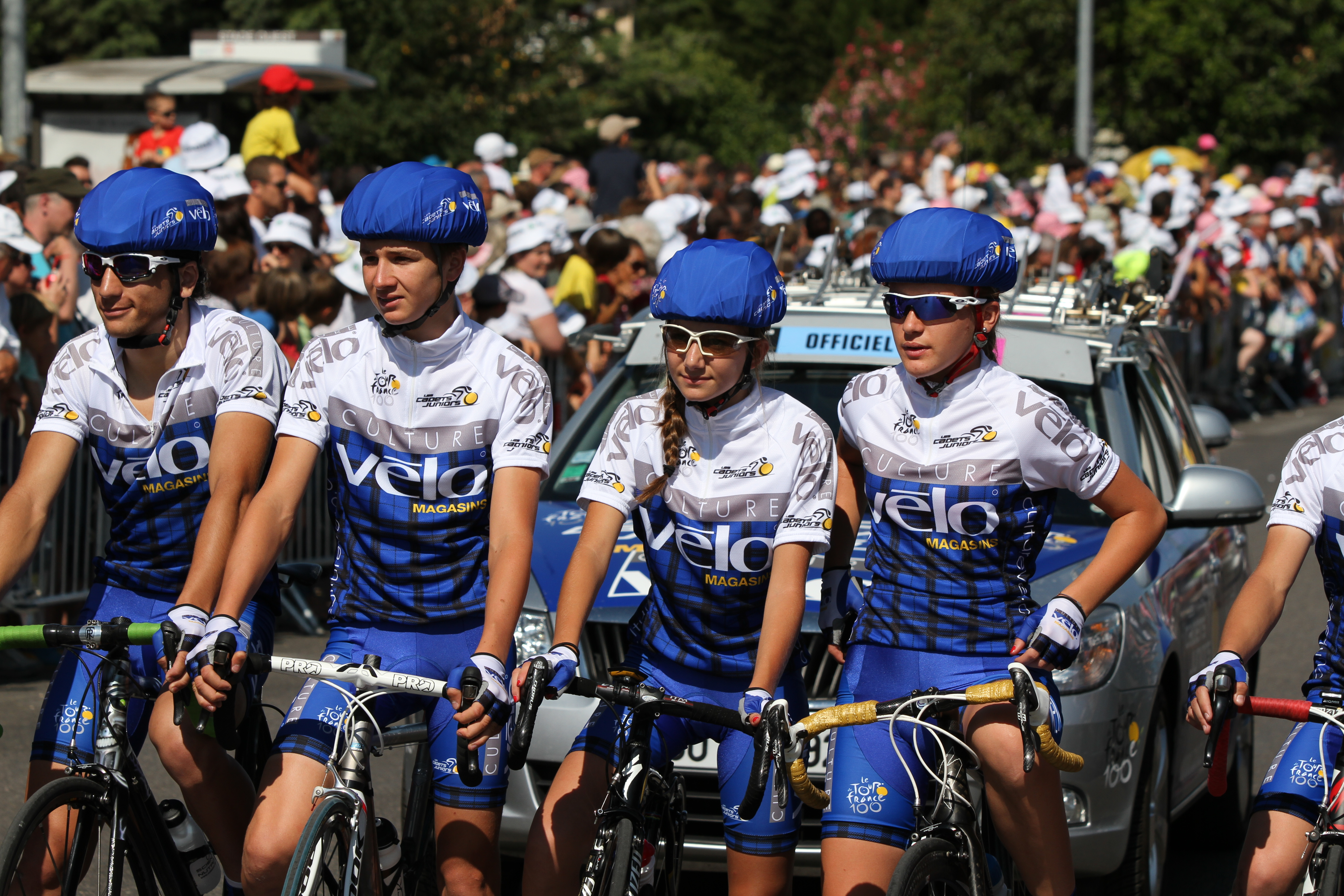
L'équipe Vélo Magazine lors du Tour de France 2013

Vélo Magazine (Vélo tout court à la création du magazine jusqu’au début des années 1990) est un magazine mensuel français spécialisé dans le cyclisme, appartenant au groupe de presse Amaury Média (L'Équipe, France Football…). Le premier numéro date du 4 décembre 1968.

## Présentation
Depuis 1993, Vélo Magazine et ASO organisent tous les ans L'Étape du Tour, épreuve cycliste permettant à des amateurs de disputer une course sur un tracé identique à celui d'une étape du Tour de France.
Depuis 1992, le mensuel attribue le Vélo d'or, récompensant le meilleur coureur de l'année, ainsi que le Vélo d'or français récompensant le meilleur cycliste français toutes disciplines confondues de l'année.